# しいの木台
しいの木台（しいのきだい）は、千葉県柏市の地名。現行行政地名はしいの木台一丁目からしいの木台五丁目。郵便番号277-0945。

## 地理
柏市南部に位置する。柏市南逆井・逆井・藤心・高柳、松戸市五香・高柳新田・六高台と隣接する。

### 地価
住宅地の地価は、2014年（平成26年）1月1日の公示地価によれば、しいの木台5丁目34番32の地点で8万8700円/m2となっている。

## 世帯数と人口
2017年（平成29年）10月31日現在の世帯数と人口は以下の通りである。
| 丁目             | 世帯数    | 人口    |
| ---------------- | --------- | ------- |
| しいの木台一丁目 | 103世帯   | 257人   |
| しいの木台二丁目 | 191世帯   | 541人   |
| しいの木台三丁目 | 448世帯   | 1,208人 |
| しいの木台四丁目 | 915世帯   | 2,280人 |
| しいの木台五丁目 | 627世帯   | 1,754人 |
| 計               | 2,284世帯 | 6,040人 |

## 小・中学校の学区
市立小・中学校に通う場合、学区は以下の通りとなる。
| 丁目             | 番地 | 小学校             | 中学校           |
| ---------------- | ---- | ------------------ | ---------------- |
| しいの木台一丁目 | 全域 | 柏市立高柳西小学校 | 柏市立高柳中学校 |
| しいの木台二丁目 | 全域 | 柏市立高柳西小学校 | 柏市立高柳中学校 |
| しいの木台三丁目 | 全域 | 柏市立高柳西小学校 | 柏市立高柳中学校 |
| しいの木台四丁目 | 全域 | 柏市立高柳西小学校 | 柏市立高柳中学校 |
| しいの木台五丁目 | 全域 | 柏市立高柳西小学校 | 柏市立高柳中学校 |

## 交通
- 最寄駅は京成松戸線五香駅で、京成バス千葉セントラルの路線バスが運行されている。この路線バスで東武野田線高柳駅に出ることもできる。

## 施設
- しいの木台庭球場
- しいの木台会館

### 教育
幼稚園
- 学校法人武田学園晴山幼稚園

保育園
- 柏市役所高柳西保育園

小学校
- 柏市立高柳西小学校

## 主要公園
- しいの木公園
- 白馬公園
- 野馬公園
- たてがみ公園
- ひづめ公園